# De Brug (miniserie)
De Brug is een in 1990 door de KRO uitgezonden miniserie van acht afleveringen, gebaseerd op het werk van Antoon Coolen. In 1993, 2009 en zomer 2020 is de serie herhaald. De serie is helemaal op film opgenomen. 

## Verhaal
De serie gaat over het fictieve Brabantse dorp Weerde, waar aan de vooravond van de Tweede Wereldoorlog een nieuwe brug over de rivier wordt gebouwd door aannemer Brenner (Tom Jansen). De nazi's zijn echter van plan deze nieuwe brug te gebruiken bij hun invasie in Nederland, wat het verzet onder leiding van de dorpspastoor (Rik Van Uffelen) wil voorkomen. De zojuist in het dorp gearriveerde dokter (Marc Klein Essink) en zijn vrouw (Carine Crutzen) raken hierbij betrokken. Ook de plaatselijke NSB-leider (Lou Landré) mengt zich erin.

## Rolverdeling
| Acteur                 | Personage                       |
| ---------------------- | ------------------------------- |
| Marc Klein Essink      | Anton Meerdink                  |
| Carine Crutzen         | Loes Meerdink-Thijssen          |
| Maaike Smelter         | Aliesje Meerdink                |
| Rik Van Uffelen        | Pastoor Hogevelt                |
| Tom Jansen             | Nico Brenner                    |
| Frédérique Huydts      | Annelies Brenner                |
| Lou Landré             | Jonker Jan van Weerde Lawieck   |
| Barbara Feldbrugge     | Ruth Oldenzaal                  |
| Hugo Haenen            | Jaap ter Mors                   |
| Carline Brouwer        | Alice ter Mors                  |
| Jacques Commandeur     | notaris Thijssen                |
| Diana Dobbelman        | mevrouw Thijssen                |
| Ellen Röhrman          | Hermine Bexkens                 |
| Marco Bakker           | Kurt Weber                      |
| Coby Timp              | Gertie                          |
| Marjolein Macrander    | Treesje                         |
| René van 't Hof        | Jos Joosten                     |
| Dorijn Curvers         | Marieke Joosten-de Haan         |
| Cor van Rijn           | Begrafenisondernemer Ab Gotlieb |
| Wim Rijken             | Kapelaan Jansen                 |
| Hans Beijer            | postbode Sjamot                 |
| Detlev Pols            | Burgemeester Van Dam            |
| Serge-Henri Valcke     | Gaston                          |
| Hein van der Heijden   | Gijs Bardoel                    |
| Jan Wegter             | Bardoel                         |
| Huub Scholten          | Bartelboom                      |
| Frans Buckinx          | Drieske                         |
| Jaap Stobbe -          | opzichter Geurts                |
| Gerard de Munnik       | Douxdieu                        |
| Freark Smink           | pontbaas Rooie Willem           |
| Esgo Heil              | Jacob Mattias                   |
| Ellis van den Brink    | Mevrouw van der Roer            |
| Sunny Bergman          | Rosemarieke van der Roer        |
| Emile Cobben           | Michiel van der Roer            |
| Theo de Groot          | Herberlé                        |
| Carla Engelen          | Mevrouw Herberlé                |
| Jules Hamel            | NSB'er Woudstra                 |
| Hennie de Boer         | Mevrouw Woudstra                |
| Toon Agterberg         | NSB'er Kruizinga                |
| Hugo van Riet          | agent Van Dongen                |
| Bea Meulman            | Moeder Overste                  |
| Niek Pancras           | Caspar Teleman                  |
| Wilbert Gieske         | Officier Valke                  |
| Lou Steenbergen        | boer De Haan                    |
| Els Eymael             | Mevrouw de Haan                 |
| Cor Witschge           | Notaris Jonkergauw              |
| Rob Leenderts          | Jerome Krielers                 |
| Tilly van der Kooy     | Sjaan Krielers                  |
| Willem Sibbelee        | Daan de Koning                  |
| Han Hos                | NSB'er Van Gils                 |
| Frederik de Groot      | Ingenieur Staalmans             |
| Ruud Westerkamp        | Drs. Witsen                     |
| Vic Moeremans          | dokter Wansink                  |
| Elske Falkena          | nichtje Marianne                |
| Daan Stigter           | boer Herreman                   |
| Lona Hoogendoorn       | Geertje Klasse                  |
| Ber Veugen             | arbeider Klasse                 |
| Coby Stunnenberg       | Mevrouw Klasse                  |
| Gert Brinkers          | arbeider Matteeuwse             |
| Vastert van Aardenne   | Van der Horst                   |
| Erik Koningsberger     | Rudolf                          |
| Beatrix van Til        | Francoise                       |
| Gert-Jan Louwe         | Smit                            |
| Jan Willem Hees        | Jentje                          |
| Arthur Boni            | inspecteur van Volksgezondheid  |
| Gerard Sanders         | Kuipers                         |
| Ger de Bruin           | Moelke                          |
| Michiel Hennes         | dokter Verwoud                  |
| Riet van Lith-Teerling | hoofdzuster keuken              |

## Crew
- Producent: Tom Burghard
- Scenario: Tomas Ross
- Regie: Rimko Haanstra
- Camera: Dirk Teenstra
- Montage: Gys Zevenbergen
- Muziek: Jurre Haanstra

## Trivia
- De serie werd grotendeels opgenomen in het Limburgse Stevensweert en het Gelderse Dieren. Het kasteel van de Jonker was kasteel Heukelum. Voor de brug waar de serie naar is vernoemd werden opnamen gemaakt bij de inmiddels gesloopte brug over het Heusdens kanaal bij Heusden. De binnenopnamen in de kerk vonden plaats in Geulle; de doktersvilla stond in Aerdenhout. Voor het huis van aannemer Brenner werd Villa Niadomo in Sambeek (Boxmeer) gebruikt.
- De miniserie Wij Alexander uit 1998 is door hetzelfde team (regisseur, scenarist, producent, componist) gemaakt.
- In aflevering 6 zegt Jaap ter Mors (Hugo Haenen) dat hij de nieuwe staatssecretaris wordt. Pas sinds 1948 kent Nederland staatssecretarissen.